# Joan Martell Domènech
Joan Martell Domènech (Reus, 13 d'agost de 1808 – 20 de desembre de 1867) va ser un polític i militar català.
El 1833 va deixar el negoci familiar (era fill de menestrals amb una adrogueria) i es va allistar per combatre contra els carlins, i es va fer amic de Joan Prim, al que va acompanyar en diverses batalles. Pel desembre d'aquell any formava part del primer batalló de la Milícia de Reus, sota les ordres de l'alcalde Josep Maria Montemayor que n'era el comandant. Van sortir cap a Alforja on s'havia detectat una columna carlina, però Montemayor es negà a atacar-los argumentant que tenia molt pocs homes. Això va aixecar les protestes dels milicians cosa que va provocar l'expulsió d'uns quants, entre ells, Martell i Joan Prim. El 1841 va ser regidor a l'ajuntament de Reus, amb Francesc Subirà d'alcalde. El 1842 va ser alcalde de Girona càrrec que va ocupar solament un any, fins que va caure el govern progressista. Desterrat a França quan la caiguda d'Espartero, en acabar la brega de 1848 es refugià a Reus, i exercí de cap del partit Progressista fins a la revolució de 1854. El 1853, amb motiu de la mort d'un treballador anomenat Pellicer, va organitzar, juntament amb Antoni Estivill, un enterrament multitudinari que es va convertir en la primera manifestació obrera a Reus, i quan els assistents van arribar al cementiri es van trobar rodejats pels Mossos d'Esquadra, sense que hi haguessin, però, aldarulls. El 1854, en tornar els progressistes, va ser nomenat alcalde de Reus, on la seva administració es va distingir com a reformista i va ser valorada positivament per tots els testimonis, fins i tot els més oposats a ell ideològicament. S'enfrontà aquell mateix any a una greu epidèmia de còlera que provocà 387 morts. Martell va donar mostres d'una gran energia, creant un llatzeret a l'ermita de Misericòrdia i impulsant l'assistència mèdica i la material, amb diners i queviures en tota la ciutat. Va ser també diputat a les Corts constituents de 1854. Obra seva va ser una bona reorganització de la milícia, l'agilització de l'administració municipal, un nou impuls al mercat i a les pescateries, i les obres de reforma urbana: l'alineació del carrer de Monterols on la meitat de les cases del carrer avançaven més que les altres, fent-les enderrocar, la comunicació del carrer de Singles (avui de les Galanes) amb la Plaça del Teatre (avui de Catalunya), la prolongació del carrer del Vidre, la plantada d'arbres al Passeig dels Seminaris (avui Passeig de Mata), la pavimentació dels carrers de la Mar, de la Galera, Major, de Jesús i de les Galanes i la il·luminació per gas a la ciutat a càrrec de la societat Gas Reusense, entre altres beneficis. El 1855 va rebre un homenatge de tota la ciutat pel seu encert en la política municipal, i se li va donar una medalla d'or i un àlbum amb la signatura de 1158 persones de diversos partits i classes socials. Amb la caiguda d'Espartero el 1856, va ser empresonat i deportat a Canàries. Va ser Diputat a Corts en diverses legislatures.
Va morir el 1867 sense poder veure el triomf de la revolució del seu amic Prim el 1868. La ciutat de Reus el va nomenar fill il·lustre i li ha dedicat un carrer